# Supercopa Francesa de Voleibol Masculino de 2014
A Supercopa Francesa de Voleibol Masculino de 2014 foi a 6ª edição deste torneio organizado pela Federação Francesa de Voleibol. Ocorreu na cidade de Paris e participaram do torneio a equipe campeã e vice-campeã do Campeonato Francês de 2013-14. O Tours Volley-Ball conquistou seu terceiro título da competição ao derrotar o Paris Volley na partida única.

## Regulamento
O torneio foi disputado em partida única.

## Equipes participantes
| Equipe            | Cidade | Qualificação                                                            | Última participação |
| ----------------- | ------ | ----------------------------------------------------------------------- | ------------------- |
| Tours Volley-Ball | Tours  | Campeão do Campeonato Francês de 2013-14 e da Copa da França de 2013-14 | 2013                |
| Paris Volley      | Paris  | Vice-campeão do Campeonato Francês de 2013-14                           | 2013                |

## Resultado
| Data   | Hora  |                   | Placar |              | Set 1 | Set 2 | Set 3 | Set 4 | Set 5 | Total   | Relatório |
| ------ | ----- | ----------------- | ------ | ------------ | ----- | ----- | ----- | ----- | ----- | ------- | --------- |
| 14 out | 16:30 | Tours Volley-Ball | 3–2    | Paris Volley | 26–24 | 22–25 | 25–19 | 23–25 | 15–13 | 111–106 | Resultado |

## Premiação
| Supercopa da França de 2014           |
| ------------------------------------- |
| Tours Volley-Ball Campeão (3° título) |